# Instrument muzyczny

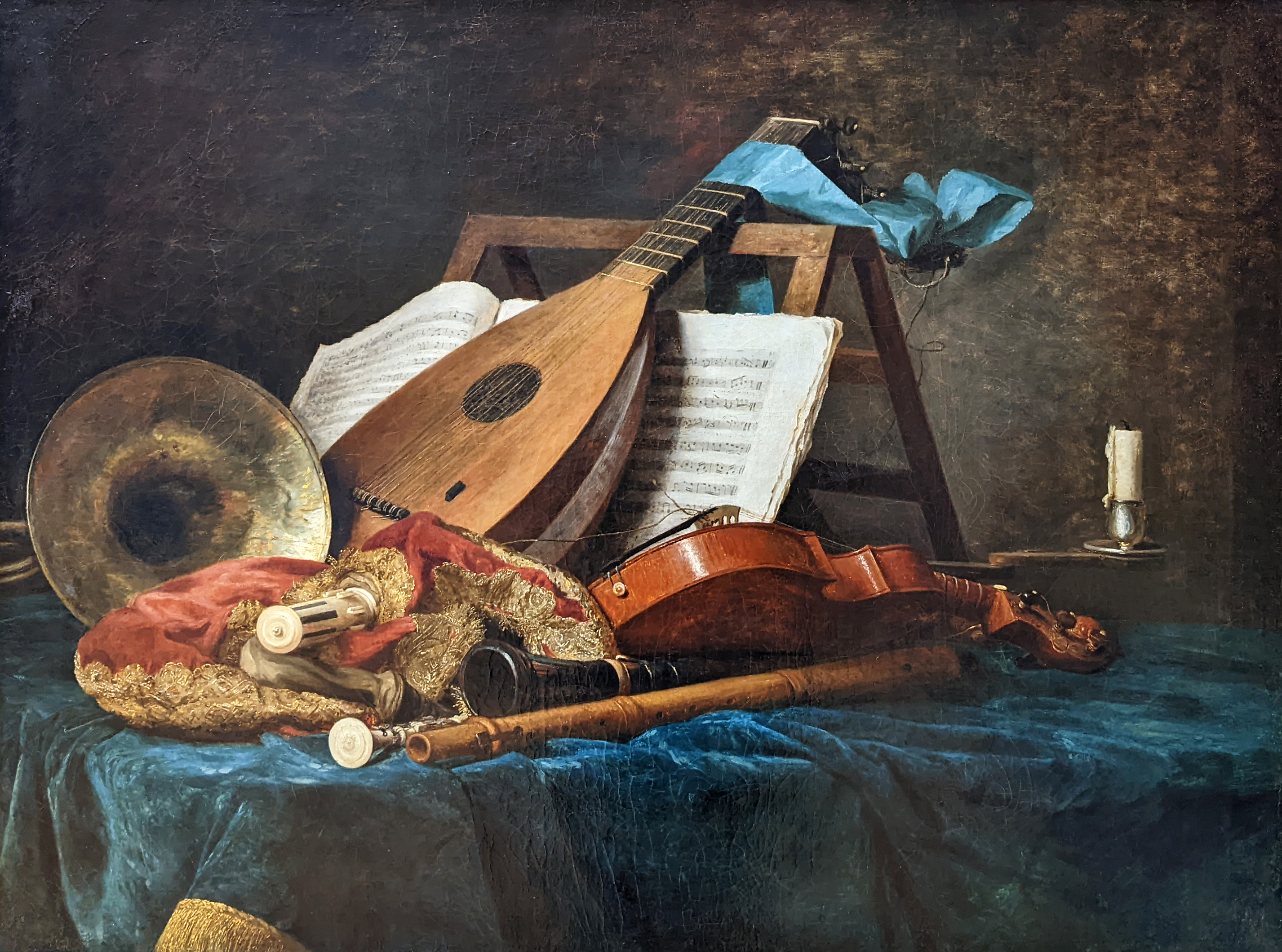
Róg, lutnia, musette, skrzypce, obój oraz flet poprzeczny na obrazie Instruments de musique (1770, Anne Vallayer-Coster)

Instrument muzyczny – przyrząd wytwarzający dźwięk, przeznaczony do wykonywania muzyki; każde źródło dźwięków wykorzystywane jako materiał muzyki, głos ludzki, dane przechowywane elektronicznie oraz układy elektroniczne. Poza przedmiotami i oprogramowaniem stworzonymi w celu wydawania dźwięków muzycznych, instrumentami muzycznymi nazywane są przyrządy i urządzenia o niemuzycznym przeznaczeniu podstawowym, które zostają świadomie użyte w utworze muzycznym (np. kowadło, maszyna do pisania, syrena).
Ogół instrumentów muzycznych w danej epoce, na pewnym terytorium itp. określa się terminem instrumentarium muzycznego.
Instrumenty muzyczne są przedmiotem badań instrumentologii.

## Definicja
Encyklopedie i podręczniki specjalistyczne, mianem instrumentu muzycznego określają przyrząd (czyli przedmiot służący do wykonywania określonych czynności) wytwarzający dźwięk i jednocześnie przeznaczony do wykonywania muzyki lub przyrząd wytwarzający dźwięki muzyczne, czyli tony (proste lub złożone) o określonej wysokości i barwie oraz kontrolowane przez muzyka. Oprócz przyrządów instrumentem muzycznym nazywa się głos ludzki, dane przechowywane elektronicznie oraz układy elektroniczne. Niektóre przedmioty i zjawiska, których przeznaczenie podstawowe nie jest muzyczne, nazywane są instrumentami muzycznymi kiedy zostają świadomie użyte w utworze muzycznym, np. kowadło, maszyna do pisania, syrena, drzwi, których trzaśnięcię powoduje powstanie dźwięku, czy przyrządy do naśladowania szumu wiatru, grzmotu lub głosu ptaków.
Ogół instrumentów muzycznych w danej epoce, na pewnym terytorium itp. określa się terminem instrumentarium muzycznego.

## Budowa i działanie
Instrumenty muzyczne wykonuje się m.in. z kości, skóry, części roślin, metali i tworzyw sztucznych. W ich konstrukcji wyróżnia się trzy podstawowe elementy:
- wibrator – źródło drgań dźwiękowych, element którego drgania wywołują fale głosowe w otaczającym ośrodku,
- incytator (generator[4]) – element wzbudzający drgania,
- rezonator (radiator, amplifikator) – element zwiększający skuteczność promieniowania dźwięku.

Dźwięk wydobywa się z instrumentu muzycznego za pomocą rąk, palców, płuc lub warg, smyczka, stroika, pałeczki, mechanizmu piórkowego, młoteczkowego, powietrznego itp. Przykładowymi wibratorami są struna fortepianu, naciągnięta membrana kotła, języczek akordeonu, słup powietrza w piszczałce organowej; incytatorami – smyczek skrzypiec, młoteczek fortepianu, pałeczka perkusyjna; rezonatorami – pudło rezonansowe, płyta rezonansowa, czara głosowa.

## Podział
Podstawowa klasyfikacja instrumentów muzycznych uwzględnia rodzaj źródła dźwięku i wyróżnia pięć grup: chordofony (wibratorem jest napięta struna), membranofony (wibratorem jest napięta błona-membrana), idiofony (wibratorem jest ciało stałe mające własną sprężystość), aerofony (wibratorem jest drgające powietrze), elektrofony (wibratorem jest membrana głośnika).
Inne klasyfikacje uwzględniają sposób wzbudzania drgań źródła dźwięku (instrumenty muzyczne dęte, smyczkowe, szarpane, uderzane), cechy konstrukcyjne (instrumenty muzyczne szyjkowe, bezszyjkowe, klawiszowe, mechaniczne), właściwości muzyczne, możliwości wykonawcze (instrumenty muzyczne monodyczne, polifoniczne, akordowe, naturalne, chromatyczne, transponujące — których dźwięki w stosunku do zapisu nutowego brzmią o określony interwał wyżej lub niżej, itp.).

### Klasyfikacja naukowa
- Idiofony – instrumenty, w których wibratorem jest ciało stałe (masa instrumentu)[14],
- Membranofony – instrumenty, w których wibratorem jest napięta membrana[15],
- Chordofony – instrumenty, w których wibratorem jest napięta struna[16],
- Aerofony – instrumenty, w których wibratorem jest powietrze[17],
- Elektrofony – instrumenty, w których wibratorem jest membrana głośnika[8].

### Wg incytatora
Podział według sposobu wzbudzania drgań źródła dźwięku:
- dęte – instrumenty, z których dźwięk wydobywa się poprzez zadęcie, czyli wdmuchiwanie strumienia powietrza (np. flet, obój, klarnet, fagot, saksofon, róg, trąbka, kornet, puzon, tuba, sakshorny, organy, fisharmonia, akordeon[18])[19],
- instrumenty smyczkowe – instrumenty, z których dźwięk wydobywa się poprzez pocieranie strun smyczkiem (np. skrzypce, altówka, wiolonczela, kontrabas)[18],
- instrumenty szarpane – instrumenty, z których dźwięk wydobywa się przez zarywanie strun palcami lub plektronem (np. harfa, lutnia, mandolina, gitara, domra, bałałajka, banjo, cytra[18])[20],
- instrumenty uderzane (perkusyjne[21])  – instrumenty, z których dźwięk wydobywa się przez uderzanie pałką, młoteczkiem, palcami, dłonią (np. kotły, bongosy, bęben, dzwonki, talerze, ksylofon, terkotka)[22] lub jednym instrumentem o drugi (np. krotale, talerze, czynele, kastaniety, klawesy[23].

### Wg konstrukcji
Podział według cech konstrukcyjnych
- instrumenty szyjkowe – instrumenty wyposażone w korpus i szyjkę, w których źródłem dźwięku są napięte struny (np. lutnia, skrzypce, gitara)[24][25][26],
- instrumenty bezszyjkowe – instrumenty strunowe bez szyjki, w których z każdej struny można wydobyć tylko jeden dźwięk (np. harfa, cymbały, fortepian)[26],
- instrumenty klawiszowe – instrumenty wyposażone w mechanizm klawiszowy (np. lira korbowa, klawikord, klawesyn, fortepian, organy)[27],
- instrumenty mechaniczne (np. katarynka, orchestrion, pianola, pozytywka, serinette)[28],

### Wg właściwości
Podział według właściwości muzycznych oraz możliwości wykonawczych
- instrumenty monodyczne,
- instrumenty polifoniczne,
- instrumenty akordowe,
- instrumenty naturalne,
- instrumenty chromatyczne,
- instrumenty transponujące.

## Pedagogika
Dyscypliną naukową, której przedmiotem jest geneza, budowa, rozwój i funkcje instrumentów muzycznych w poszczególnych okresach historycznych jest instrumentologia.